# Falange Española Independiente
La Falange Española Independiente (FEI) (français: Phalange espagnole indépendante) est un parti politique espagnol fondé en 1977. Ce parti est issu du Frente de Estudiantes Sindicalistas (FES), un groupe d'étudiants falangistes anti-franquistes. La FEI est finalement dissoute en 2004,.